# Distrito de Ocobamba (Chincheros)

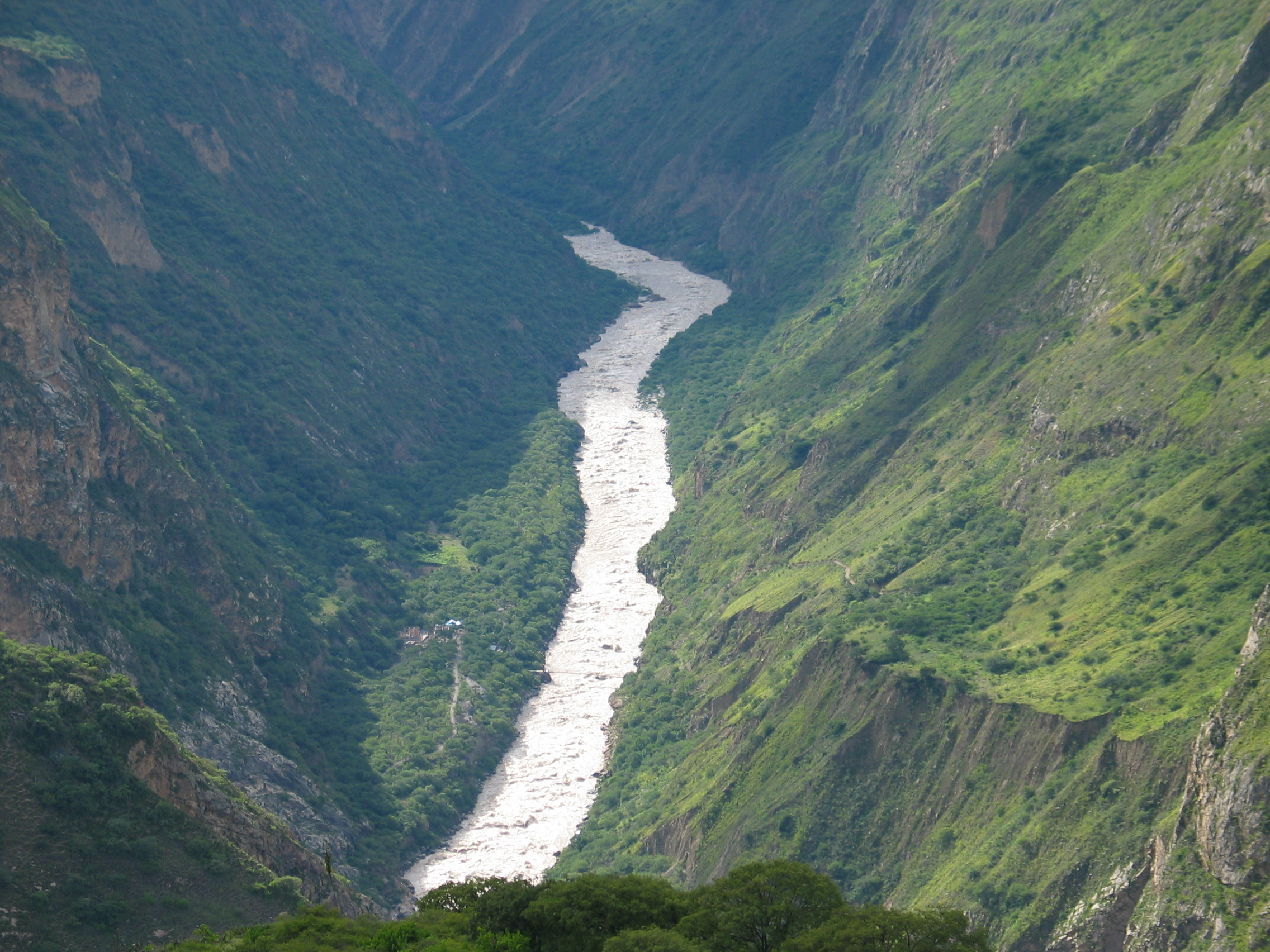
El río Apurímac en Ocobamba.

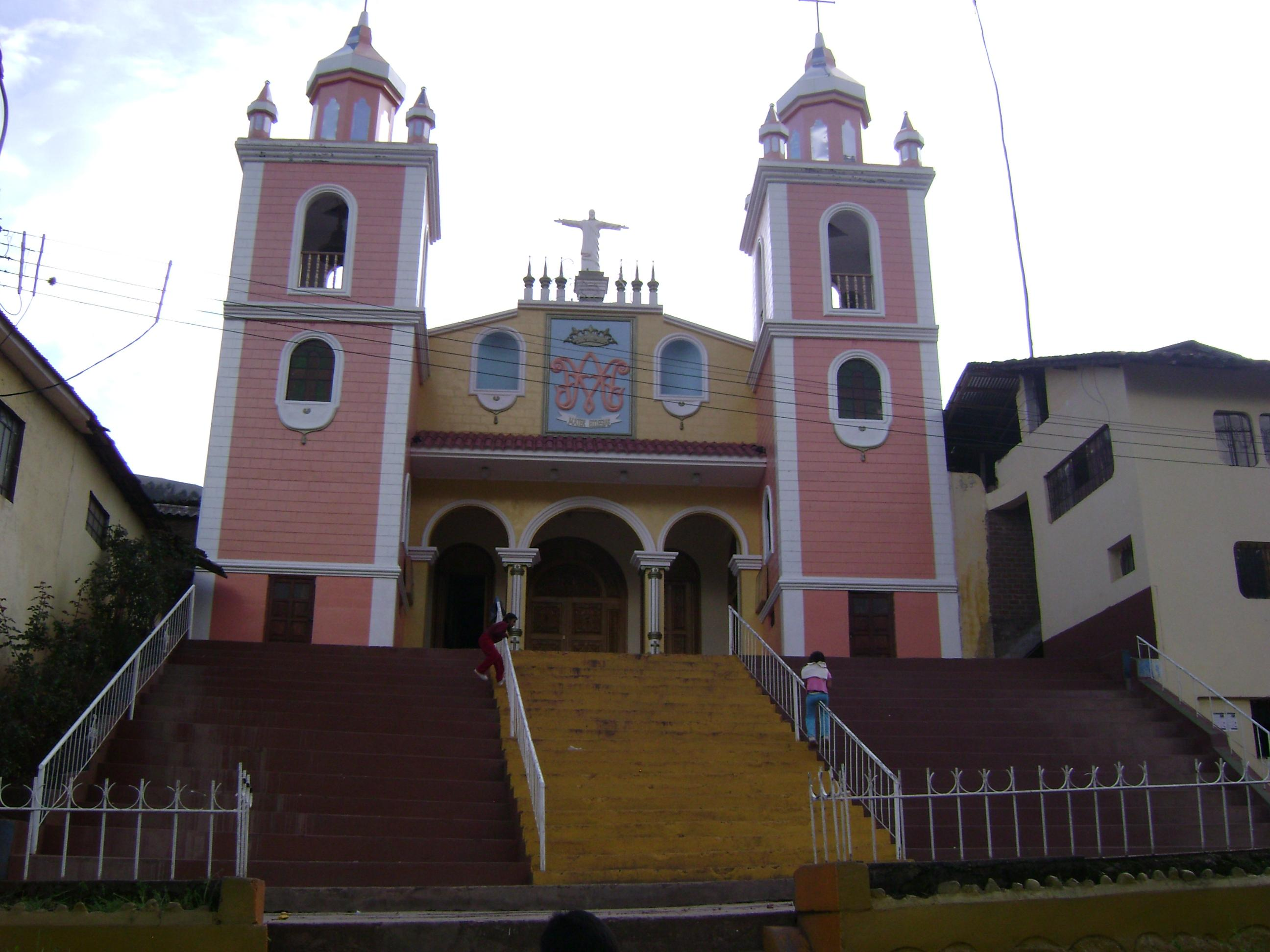
Templo de Ocobamba.

Ocobamba (también, Occobamba) es un distrito (municipio) ubicado en la provincia de Chincheros, en el departamento de Apurímac, Perú. Según el censo de 2017, tiene una población de 6759 habitantes.
Desde el punto de vista jerárquico de la Iglesia católica forma parte de la Diócesis de Abancay, la cual, a su vez, pertenece a la Arquidiócesis de Cusco.

## Historia
El distrito fue creado el 21 de junio de 1825.
Etimológicamente, Uccupampa, el nombre original del distrito de Ocobamba, surge de la conjunción de dos palabras quechuas: uccu=mojado; y pampa, que significa planicie. Por tanto Uccupampa significa llanura mojada.
Los inicios de la actividad humana dentro de esta zona se deduce en 12 mil años a. C. Esta teoría se basa en que se han descubierto rastros de la actividad humana correspondiente a 14.500 años a. C. Se han encontrado cavernas en Michkapukro, Siraka Pucro, Milljar Pata (barrio Primero de Mayo), con numerosos restos óseos humanos y cerámicos. Asimismo existen pinturas rupestres en el lugar denominado Killinchurumi-Tornopamapa-barrio Primero de Mayo, así como también evidencias arqueológicas en la parte alta del Cerro Tres Cruces (Leccles), a una hora de caminata de Ocobamba. Es un asentamiento humano pre inca. Su sistema arquitectónico es a base de piedra de campo unida con torta de barro. Son impresionantes las estructuras circulares, rectangulares, torreones y chullpas distribuidas en toda la planicie de este sector, cubriendo toda la ladera hasta dominar la cumbre del cerro. La construcción sugiere una alerta permanente frente a conflictos étnicos.

## Geografía

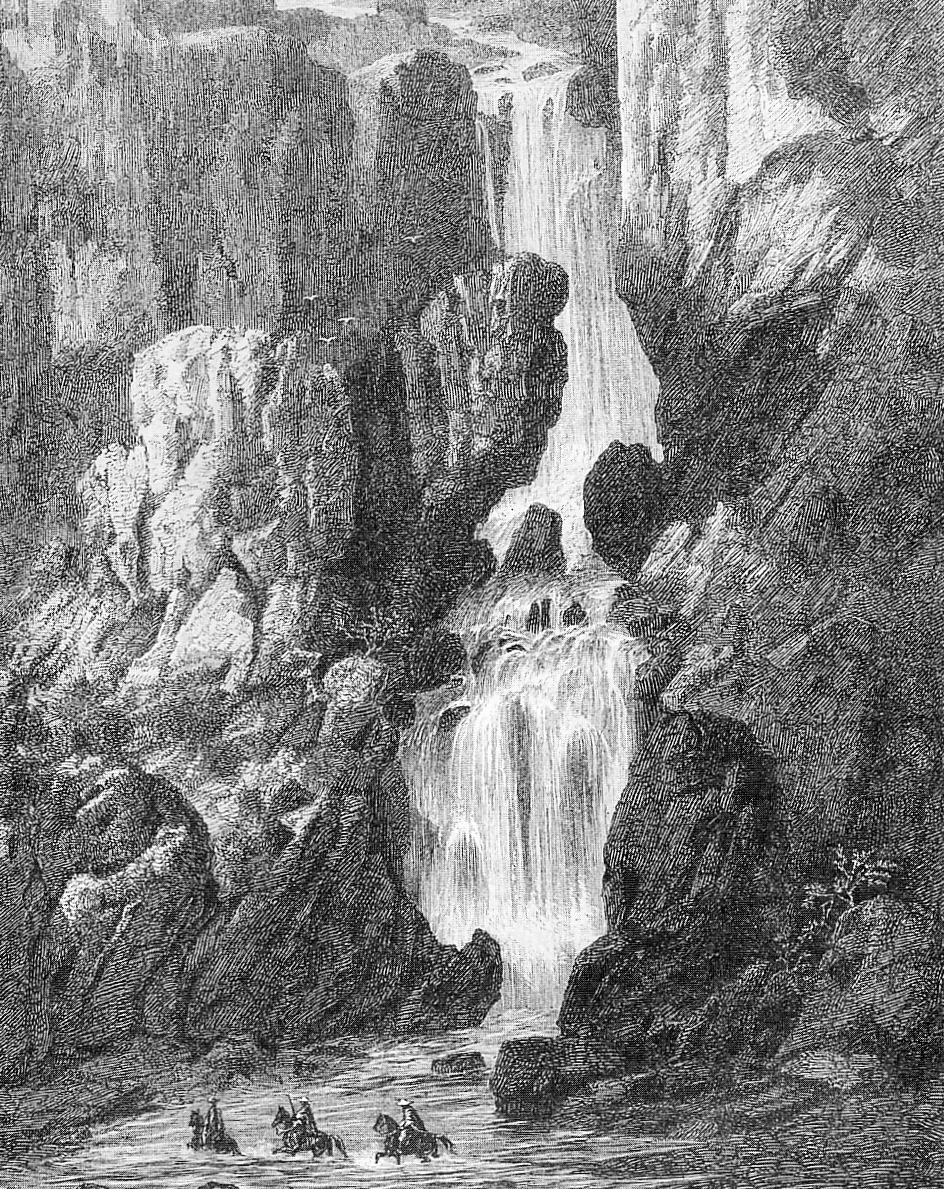
Cascadas de Ocobamba. Grabado del.

La localidad de Ocobamba se encuentra enclavado en la sierra central del Perú, en los Andes Centrales. Está a 3032 m s. n. m.
Tiene una extensión de 58,2 km².
- Población: 6759 habitantes, según el censo de INEI de 2017.
- Idiomas: Quechua / Español. La mayoría habla el idioma vernáculo.

## Organización administrativa
Está formado por más de 20 barrios o comunidades:
- Antabamba
- Huancallo Bajo
- Huancallo Alto
- Mitobamba
- 1.º de Mayo
- Esmeralda
- Carhuayaco Bajo
- Carhuayaco Alto
- Anansayocc
- Challhuani
- Mayabamba
- Santa Rosa
- Tres Cruces
- Rayan-pampa
- Tupac Amaru
- Chuquibamba
- Alianza
- Choccepuquio
- Cercado
- Sarahuarcay
- Piscobamba
- Socos Edén
- Umaca
- Mituhuilca

## Autoridades

### Municipales
- 2019-2022
  - Alcalde: Gustavo Alejandro Gutiérrez Ortiz
- 2015-2018
  - Alcalde: Julio César Ayvar Buendía, del Movimiento Poder Popular Andino.

- 2011-2014[4]
  - Alcalde: Julio César Ayvar Buendía, del Movimiento Frente Popular Llapanchik.
  - Regidores: Misael Valentín Contreras Tello (Llapanchik), Juan José Pardo Palomino (Llapanchik), Raida León Cáceres (Llapanchik), Uber Navarro Espinoza (Llapanchik), Constantino Chungui Palomino (Kallpa).
- 2007-2010
  - Alcalde: Mario Bartolomé Zea Delgado..

## Cultura
Llamada también "El Jardín de los Andes", es cuna de cantautores e intérpretes musicales en el circuito comercial internacional.
Solistas, grupos:
- Sixto Ayvar Alfaro (Sixtucha)
- Luis Ayvar Alfaro (La voz internacional del Quechua Europa)
- Julio Huamani Huanaco (El señor del Huayno)
- Adolfo Salazar Altamirano
- Carlos Prado Calderón
- Porfirio Ayvar Alfaro
- Neo Vilchez Pacheco
- Jhon Salazar Altamirano
- Carlos Curi Huamani
- Eddison Ayvar Quispe
- Reinszo Pandañ Cabezas

Agrupaciones:
- Grupo Alborada (Internacional Europa)
- Grupo Uchpa (Rock en Quechua)
- Grupo Ocobamba (Alemania)
- Los Hermanos Ayvar Alfaro (Vitervo y Cebollita)
- Los Hermanos Curi
- Misterios de Ocobamba
- Trío El Pueblo de Ocobamba
- Otros más por localizar.

### Cultura popular orientada
Ocobamba, cuna de destacados cantantes y artistas de renombre mundial (Grupo Alborada y Grupo Ocobamba, Uchpa, etc.), es una tierra singular que se honra de la valía internacional de intérpretes cantantes como ningún otro pueblo de su dimensión; hay para todos los gustos, desde quienes experimentan con géneros diversos o se orientan al gusto comercial hasta quienes mantienen su acento tradicional, que ya no se encuentran fácilmente.

## El folclore
En Ocobamba, como parte de la cultura andina viva, se mantienen y dinamizan creencias, leyendas y tradiciones, muchas de las que se expresan en sus actuales costumbres, especialmente a través de sus actividades agropecuarias, en el aspecto del trabajo de la tierra, en la siembra, en el riego, el recubrimiento de las plantas (primera, segunda lampa) y la cosecha. Tienen, en el seno de las comunidades, tradicionales usos y costumbres que generalmente se acompañan con cantos, ritos, danzas y bailes. Así también sucede en el tiempo de la marca de ganados; en las fiestas patronales con advocación de santos católicos que tienen marcado arraigo; en los días cívicos y en los acontecimientos de la vida social, como son la yarcca faena, wasi ccatay, los bautizos, los matrimonios, el corte de pelo de las criaturas, la construcción de viviendas, el arribo o viaje de parientes y amigos, las defunciones y los pitsqay.
En cuanto a las costumbres, las principales son las tincas en el tarpuy (siembra); en la apertura de las acequias de regadío; en el cutipay (deshierbe y recubrimiento de las plantas con la tierra removida). Las fiestas de la marca de ganado vacuno, con ceremonias de tincas y bailes especiales, desde abril hasta agosto. El ayni y la minka, el ayni no solo en las labores agrícolas, también en construcción de viviendas, en limpieza de acequias y de caminos de herradura.
Otro de los atractivos turísticos de renombre mundial es la fiesta tradicional religiosa de la Patrona de Ocobamba, Virgen de la Candelaria, y la danza de los negritos, ejecutada en la Navidad y es muy típica en Ocobamba.
En cuanto a los instrumentos utilizados en cada una de estas fiestas tradicionales, podemos mencionar entre ellos los oriundos de cada lugar como: arpa, violín, charango, guitarra, mandolina, entre los instrumentos de cuerda. Los aerófonos son las trompetas de cuerno de vacuno. Los membranófonos son bombo, tambor tinya, huanca.

## Festividades
- Fiesta de Mamacha Candelaria (2 de febrero)
- Carnaval Ocobambino (en febrero o en marzo)
- Aniversario del Distrito (21 de junio)
- Virgen del Carmen.
- Navidad del Niño Jesús ( 25 de diciembre )

### Carnaval de Ocobamba
Esta danza es típica del distrito de Ocobamba. La ejecutan y la bailan en febrero o en marzo, meses de carnaval; donde las mujeres con su elegante vestido hacen gala y demuestran su valentía haciendo el seccollo y los varones con su coraje y hombría realizan el seccollo y el panqui para demostrar quién es el más fuerte. Finalmente, los varones se llevan a las chicas en muestra de su derrota y por no dejarse las  mujeres, los hombres emplean sus huaracas para poder cargárselas. Esta tradición aún se mantiene en el distrito de Ocobamba